# Sybilla (hop)
Sybilla is een hopvariëteit, gebruikt voor het brouwen van bier.
Deze hopvariëteit is een “dubbeldoelhop”, bij het bierbrouwen gebruikt zowel voor zijn aromatische als zijn bittereigenschappen. Deze Poolse variëteit werd ontwikkeld bij IUNG Pulawy, en is een mix van Lubelski en Styrian Golding.

## Kenmerken
- Alfazuur: 6 – 8%
- Bètazuur: 4 – 7%
- Eigenschappen: goed gebalanceerd, geschikt voor bittering, smaak en aroma